# حرية المعتقد في دولة الإمارات العربية المتحدة
ينص دستور الإمارات العربية المتحدة على حرية الدين، وتحترم الحكومة بشكل عام هذا الحق، ورغم ذلك، هناك بعض القيود (مثل عدم السماح لمحاولات التبشير بالمسيحية بين المسلمين). ينص الدستور الاتحادي على أن الإسلام هو الدين الرسمي للبلد؛ الحكومة لا تعترف ولا تسمح بالتحول من الإسلام إلى دين آخر.

## الديموغرافيا الدينية
تبلغ مساحة الدولة 82.880 كيلومتر مربع (30,000 ميل مربع) ويبلغ عدد سكانها 7.4 مليون نسمة (حسب إحصائيات عام 2010). ما يقرب من 20% من السكان هم من مواطني دولة الإمارات. وفقًا لتعداد عام 2005، فإن 100% من المواطنين هم من المسلمين؛ 85% من المسلمين السنة و15% من الشيعة. يعود معظم الأجانب إلى جنوب وجنوب شرق آسيا، بالإضافة إلى وجود أعداد كبيرة من الشرق الأوسط وأوروبا وآسيا الوسطى ورابطة الدول المستقلة وأمريكا الشمالية وأمريكا الجنوبية. وفقًا لتقرير الوزارة الذي جمع بيانات الإحصاء الرسمي للسكان، فإن 76% من إجمالي السكان مسلمون، و9% مسيحيون، و15% من ديانات أخرى. تقدر الأرقام غير الرسمية أن ما لا يقل عن 15% من السكان هم من الهندوس، و5 في المائة من البوذيين، وينتمي 5% إلى مجموعات دينية أخرى، في حين أن الغالبية العظمى من الأجانب القادمين إلى داخل وخارج البلاد هم من غير المسلمين، مشكلين أكثر من 70% من السكان غير المسلمين. بارسيون وبهائيون وسيخيون.

## التمييز الديني
رُحل في السنوات الأخيرة، عدد كبير من المغتربين الشيعة من الإمارات العربية المتحدة، ورُحلت العائلات الشيعية اللبنانية على وجه الخصوص بذريعة تعاطفهم مع حزب الله. رُحل وفقًا لبعض المنظمات، أكثر من 4000 من المغتربين الشيعة من الإمارات العربية المتحدة في السنوات الأخيرة.

## الردة عن الدين
تعد الردة جريمة في الإمارات العربية المتحدة. بدأت دولة الإمارات العربية المتحدة في عام 1978، في عملية أسلمة قانون البلاد، بعد أن صوّت مجلس الوزراء على تعيين لجنة عليا لتحديد جميع قوانينها التي تتعارض مع الشريعة. من بين العديد من التغييرات التي تلت ذلك، دمجت الإمارات العربية المتحدة عقوبة الحد في الشريعة مع قانون العقوبات -إذ كانت الردة واحدة منها. تقضي المادة 1 والمادة 66 من قانون العقوبات في الإمارات العربية المتحدة بمعاقبة جرائم الحد بالإعدام.
يُسمح للمسيحيين ولمعتنقي الديانات الأخرى، أن يكون لهم أماكن للعبادة، لكن لا يُسمح لهم بتبشير المسلمين. لكن بإمكان المسيحيين اعتناق الإسلام.